# Route nationale 556
Die N556 war von 1933 bis 1973 eine französische Nationalstraße, die zwischen der N207 westlich von Manosque und der N96 nördlich von Aix-en-Provence verlief. Ihre Länge betrug 36,5 Kilometer.